# Man Wanted
Man Wanted è un film del 1932 diretto da William Dieterle, una commedia sentimentale con Kay Francis e David Manners prodotta dalla Warner Bros. che, negli Stati Uniti, distribuì il film nelle sale il 23 aprile 1932.
Fu il primo film girato alla WB da Kay Francis.

## Trama
Sposata a un dongiovanni che la trascura preferendo dedicare il suo tempo agli impegni della vita di società e alla sua grande passione, il polo, la ricca Lois Ames si dedica anima e corpo al lavoro e alla sua carriera di editore di giornali. Quando conosce Thomas Sherman, lo prende come segretario e ben presto l'uomo diventa il suo braccio destro. Thomas si innamora della datrice di lavoro provocando la gelosia di Ruth, la fidanzata. Poiché il suo è un amore impossibile visto che Lois è sposata, Thomas decide di licenziarsi e di sposare Ruth pur non amandola,
Freddie, il marito di Lois, però annuncia che vuole divorziare per poter sposare Ann Le Maire, una giovane dell'alta società con la quale condivide il proprio interesse per la vita mondana.
È l'ultimo giorno di lavoro al giornale per Thomas che viene trattenuto fino a tarda sera da Lois. Ruth, gelosa, li sorprende mentre stanno cenando e allora li minaccia di svelare la loro relazione a Freddie. Ma Lois, adesso, è una donna libera. Thomas mette le cose in chiaro con Ruth: i due rompono il fidanzamento e il giovane può finalmente cominciare una nuova vita con il suo capo.

## Produzione
Il film - con il titolo di lavorazione A Dangerous Brunette - fu prodotto dalla Warner Bros. Pictures Inc.. Prima che la pellicola fosse distribuita, furono usati anche i titoli Working Wives e Pleasure First.

### Musiche
Pioniera del cinema sonoro, la WB utilizzava all'epoca nei suoi film per la parte musicale la Vitaphone Orchestra che qui è condotta da Leo F. Forbstein. La colonna sonora consta di cinque brani.
- Can't We Talk It Over
  - Musica di Victor Young - suonata al piano quando Lois e Freddie sono al ristorante
- What Am I Gonna Do When You're Gone
  - Musica di Lou Handman
- The More You Hurt Me (the More You Make Me Care
  - Musica di Harry Warren - primo pezzo eseguito nella sala del Bar Harbor hotel.
- River, Stay 'Way from My Door
  - Musica di Harry M. Woods, parole di Mort Dixon - cantata a cappella da David Manners e Andy Devine
- Dancing with Tears in My Eyes
  - Musica di Joseph Burke, parole di Al Dubin - eseguita dall'orchestra del night club, cantata da Una Merkel

## Distribuzione
Distribuito dalla WB, il film uscì nelle sale cinematografiche USA il 23 aprile 1932. Nello stesso anno, il 4 novembre, fu distribuito anche in Svezia con il titolo En man önskas.